# الحرب البيزنطية المجرية (1149-1155)
كانت الحرب البيزنطية المجرية سلسلة من الصراعات الحدودية بين الإمبراطورية البيزنطية ومملكة المجر، ودارت في البلقان بين عامي 1149 و1155. تأثر الصراع بالنزاعات الدولية في أوروبا، وخاصة بين مانويل الأول كومنينوس وروجر الثاني ملك صقلية، التي بدأت منذ أربعينيات القرن الثاني عشر. اندلعت الحرب عندما قدم غيزا الثاني ملك المجر المساعدة العسكرية لصرب راشيا (راشكا)، الذين تمردوا على السيادة البيزنطية. انتهى الصراع بمعاهدة سلام أعادت الوضع إلى ما كان عليه قبل الحرب وأرست السلام لمدة خمس سنوات. وفي 1161، اتفق الطرفان على تمديد الهدنة لمدة عشر سنوات، لكن العلاقة بينهما ظلت عدائية، مما تسبب بمزيدٍ من الاشتباكات طوال القرن الثاني عشر.

## الاشتباكات الحدودية

### الثورة الصربية
لم يرغب [مانويل]... في التراجع. فأمر [جون] كانتاكوزينوس... بالتقدم أكثر ومواجهة البرابرة... ضرب جون [كانتاكوزينوس]... الجوبان الأكبر [حسبما وردت في النص الأصلي] باكشينوس [باغيون] على ظهره... لكن باكشينوس بنفسه وأتباعه... انقضوا على الإمبراطور... بعد اشتباك طويل، وجه باكشينوس ضربة قوية بسيفه إلى فك الإمبراطور، لكنه لم يتمكن من قطع الشبكة المعدنية [المصنوعة من السلاسل الحديدية] المنسدلة من الخوذة فوق عينيه. ومع ذلك، كانت الضربة قوية بما يكفي لتترك أثر الحلقات المعدنية غائرًا في جلده... وفي هذا الصراع، فقد كانتاكوزينوس إصبعين من إحدى يديه. وبعد أن أسر نحو أربعين من جيش العدو، عاد الإمبراطور إلى المعسكر.

-  جون كيناموس: مآثر جون ومانويل كومنينوس
أٌبلغ الإمبراطور [مانويل] أن حاكم صربيا كان يفتعل المشاكل مرة أخرى في الجبال... شن عليهم حملة ضعيفة، لأنه اعتبرهم خصومًا غير جديرين بالعناء على أرض المعركة. لكن الصرب، الذين ازدادت جرأتهم بسبب دعم قوة كبيرة من الحلفاء المجريين، أبدوا مقاومة أشد بأسًا مما كان متوقعًا. وبثبات راسخ، اشتبك جون كانتاكوزينوس مع البرابرة في قتال متلاحم، وبين صد ورد فقد أصابع يديه. خاض الإمبراطور بنفسه مبارزة مع الجوبان الأكبر، باكشينوس [باغيون]، وهو رجل ذو ذراعين قويتين ومعروف باستبساله، ووجه ضربة حطمت الشبكة المعدنية المتدلية من الخوذة والتي تحمي وجه الإمبراطور وعينيه. وبدوره، قطع الإمبراطور ذراع باكشينوس بسيفه، مما جعله عاجزًا، وأسره.

- نيكيتا خونيات: يا مدينة بيزنطة
عندما ثار صرب راشيا على الإمبراطورية البيزنطية عام 1149، أرسل مانويل قوة انتقامية لقمع التمرد. وفي نهاية سبتمبر من العام نفسه، قاد مانويل الجيش الإمبراطوري الذي دخل راشيا من ساحل البحر الأدرياتيكي عبر بيلاغونيا. أمر أوروش الثاني شعبه بالانسحاب إلى الجبال لتجنب المواجهة المباشرة. ونهبت قوات الإمبراطور المنطقة، ودمرت المدن الصربية واختطفت السكان، لكن مانويل لم يتمكن من أسر أوروش وحاشيته. وعلى الرغم من ذلك، عاد مانويل إلى وطنه ونظم مسيرة نصر في القسطنطينية في نهاية عام 1149.
ثمة جدل سائد بأن المجريين لم يشاركوا بشكل مباشر في الصراع البيزنطي الصربي عام 1149؛ ولم يذكرهم جون كيناموس ولا نيكيتا خونيات في رواياتهما عن غزو مانويل. تشير سجلات الفولينيان إلى تصريح غيزا في أغسطس 1149؛ «... أنا منخرط في حرب مع الإمبراطور [مانويل]». ويُذكر في مخطوطة هيباتيان أن غيزا أشار إلى حربه ضد مانويل عندما اعتذر عن رفضه إرسال تعزيزات إلى إيزياسلاف الثاني، الذي طرده يوري دولغوروكي، أمير سوزدال، من كييف في أغسطس 1149. يجادل المؤرخون الذين يقولون إن المجر لم تشارك في الثورة الصربية بأن الملك أشار إلى عضويته في التحالف الذي قاده النورمان ضد الإمبراطورية البيزنطية، التي اعتبرها عدوته. ووفقًا لقصيدة النصر التي كتبها ثيودور برودروموس في مدح الإمبراطور، فإن القوات المجرية دعمت الصرب أثناء حملة الإمبراطور.
بعد إعلان الانتصار من جانب واحد، استعد مانويل مرة أخرى لغزو مملكة صقلية في مطلع عام 1150. وعلى الرغم من معركة فلوخبرغ، التي هزم فيها كونراد الثالث تمرد ويلف السادس، لم ينضم كونراد إلى قضية مانويل لأنه شعر بالتهديد من الحملة الصليبية الفرنسية النورماندية المقترحة إلى الأراضي المقدسة. وظل الصرب معادين للمصالح البيزنطية في البلقان. قاد مانويل حملة أخرى ضد الصرب في أواخر عام 1150. وأرسل غيزا الثاني جيشًا قويًا من المجريين والبجناك والخاليز (المسلمين) لدعم أوروش الثاني. ومن نيش، سار مانويل، إلى جانب جون كانتاكوزينوس وجون دوكاس كومنينوس، نحو نهر سافا، حيث حاول جيشه دون جدوى منع الجيش الصربي من الاتحاد مع القوات المساعدة المجرية بقيادة كوميس باجيون (أو باكينوس). وبعد مناوشات قصيرة، انتصر الجيش البيزنطي في معركة تارا على القوات الصربية المجرية قرب نهر تارا. ووفقًا لكيناموس، تبارز مانويل مع باجيون بعد أن فقد كانتاكوزينوس أصابعه خلال المعركة. وبعد المعركة، أقسم أوروش الثاني بالولاء لمانويل، وأصبحت إمارته تابعةً مرة أخرى للإمبراطورية البيزنطية.

### حملة مانويل الانتقامية
[...] عندما وصل [مانويل] إلى شاطئ نهر الدانوب، لم تكن السفن التي أعدها في بيزنطة قد وصلت بعد... فصعد على متن قارب، كالقوارب الخشبية الشائعة على تلك الشواطئ، وأبحر مسرعًا إلى الشاطئ الأبعد [لنهر سافا]؛ وأخذ حصانه بنفسه على متن القارب وأمسكه من اللجام.

-  جون كيناموس: مآثر جون ومانويل كومنينوس
..سارع الإمبراطور [مانويل] إلى مهاجمة المجريين وهو لا يزال يتصبب عرقًا، وقبل أن يمسح الغبار عن وجهه. مستاءً من المساعدة التي قدموها للصرب، قرر استغلال غياب... الملك المجري [غيزا الثاني]... الذي كان يحارب الروس المجاورين. عبر نهر سافا، واقتحم فرانغوشوريون [سيرميا] (وهي ليست أقل أهمية من أجزاء المجر الأخرى، بل هي منطقة مأهولة بالسكان، تقع بين نهري إستروس [الدانوب] وسافا، حيث بُني حصن حصين يُدعى زيفغمينون [زيمون])، ودمر المنطقة.

-  نيكيتا خونيات: يا مدينة بيزنطة
وفقًا لجون كيناموس، عاد الجيش البيزنطي إلى القسطنطينية بعد إخضاع الصرب ثم شن حملة انتقامية ضد المجر. ووفقًا لنيكيتا خونيات، واصل مانويل حملته العسكرية فور انتصاره في معركة تارا. ويقول نيكيتاس إنه في وقت غزو مانويل، كان غيزا الثاني يحارب في كييف روس. وقد تأكد تقريره من خلال رواية المؤرخ الألماني هنري من موغيلن. التسلسل الزمني غير مؤكد؛ إذ يعتقد معظم المؤرخين أن مانويل تقدم إلى سيرميا (سيرميوم) في الربع الأخير من عام 1151، بينما وضع آخرون تاريخ الهجوم في 1152. قال فيرينك ماك، استنادًا إلى خطاب ألقاه مايكل من أنكيالوس عام 1155، إن الصراع تصاعد إلى حرب بين الإمبراطورية والمجر في أواخر 1150 أو مطلع 1151، وهو ما يتفق مع جميع السجلات البيزنطية والروسية والألمانية. وبحسب يانوس بي. زابو، جرت حملة مانويل في منتصف عام 1152.
زحف الجيش البيزنطي ضد المجر في أواخر 1150. وتسرد السجلات البيزنطية أسباب الحرب ضد المملكة كالتالي:
- قدم المجريون المساعدة المسلحة للصرب في نضالهم ضد الإمبراطورية؛
- حارب غيزا ضد فلاديميركو غاليسيا، حليف الإمبراطورية البيزنطية، في روسيا.
- أكد كيناموس أيضًا على التحالف بين غيزا وروجر الثاني («طاغية البحر»).

عبر البيزنطيون نهر سافا في قوارب خشبية أُعدت على عجالة، ودخلوا المجر وحاصروا زيموني (زيمون، صربيا)، التي تقع مقابل معقل بلغراد على الضفة اليمنى لنهر الدانوب. واصل جزء من الجيش، بقيادة ثيودور فاتاتزيس، محاصرة الحصن، فيما نهبت معظم القوات الإمبراطورية بقيادة مانويل مقاطعة سيرميا الغنية المجاورة ودمرتها. استسلمت الوحدات المجرية المحلية بينما نهب البيزنطيون المنطقة، وأسروا أكثر من 10,000 شخص واقتادوهم إلى الجنوب. لم يستطع المدافعون عن زيموني الاعتماد على جيش الإغاثة واستسلموا، وسلموا الحصن إلى مانويل. نهبت القوات الإمبراطورية المتقدمة القلعة والمدينة المحيطة. وبعد انتصاره، بدأ مانويل في سحب قواته، مما يثبت الطبيعة الانتقامية لحملته ضد المجر. وفي خمسينيات القرن الثاني عشر، لم يكن لدى مانويل أي نية لاحتلال الأراضي أو إخضاع المملكة أو جعلها تابعة لبيزنطة.